# Coise
Coise – miejscowość i gmina we Francji, w regionie Owernia-Rodan-Alpy, w departamencie Rodan.
Według danych na rok 1990 gminę zamieszkiwało 556 osób, a gęstość zaludnienia wynosiła 62 osób/km² (wśród 2880 gmin regionu Rodan-Alpy Coise plasuje się na 1095. miejscu pod względem liczby ludności, natomiast pod względem powierzchni na miejscu 1205.).